# Pševo
Pševo este o localitate din comuna Kranj, Slovenia, cu o populație de 61 de locuitori.